# Landesgartenschau Bad Rappenau 2008
Die Landesgartenschau Bad Rappenau 2008 war eine Landesgartenschau in Baden-Württemberg über 164 Tage in Bad Rappenau im Landkreis Heilbronn; zentrale Orte waren der örtliche Schloss-, Kur- und Salinenpark.

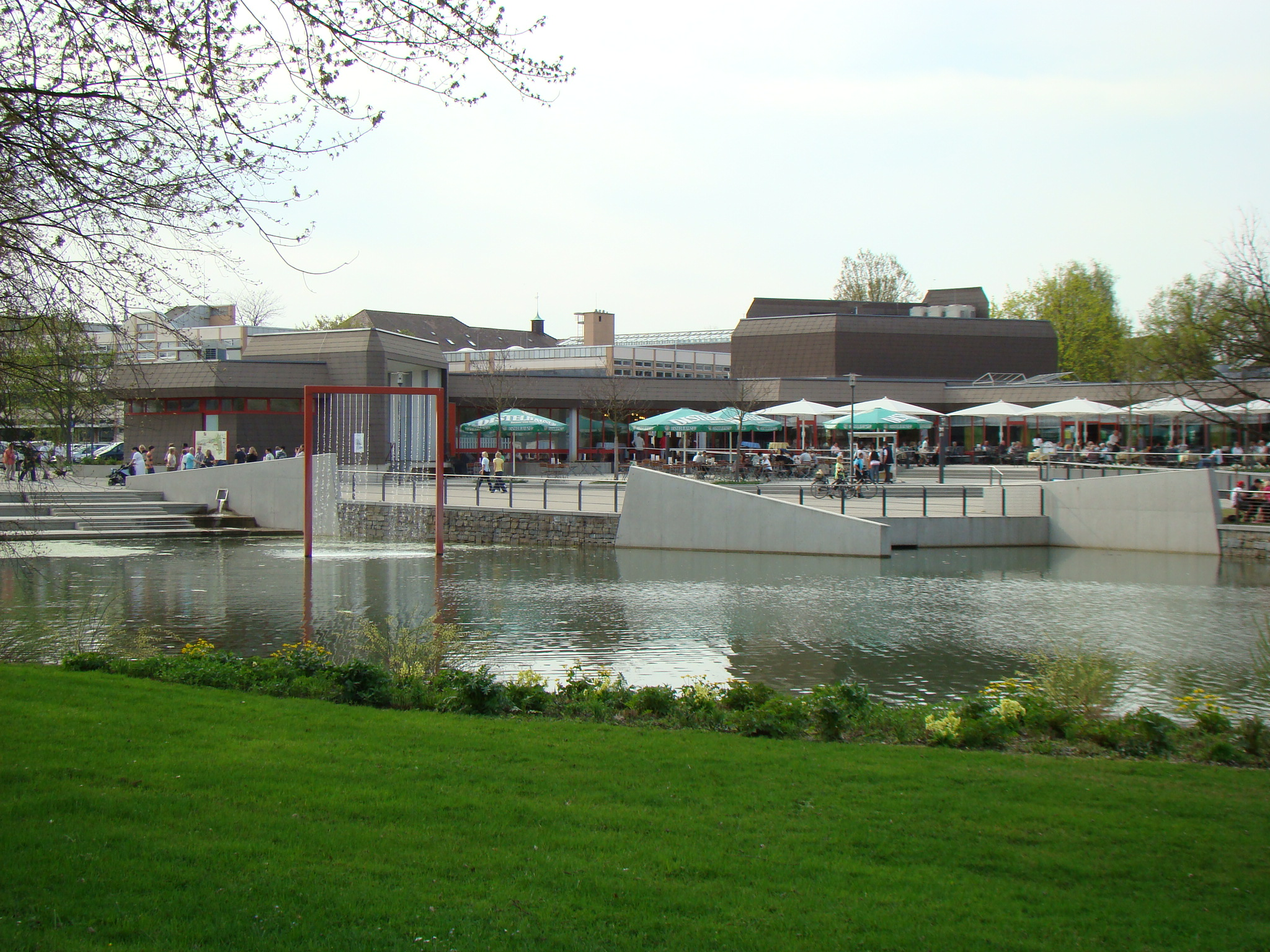
Kurpark (2009)
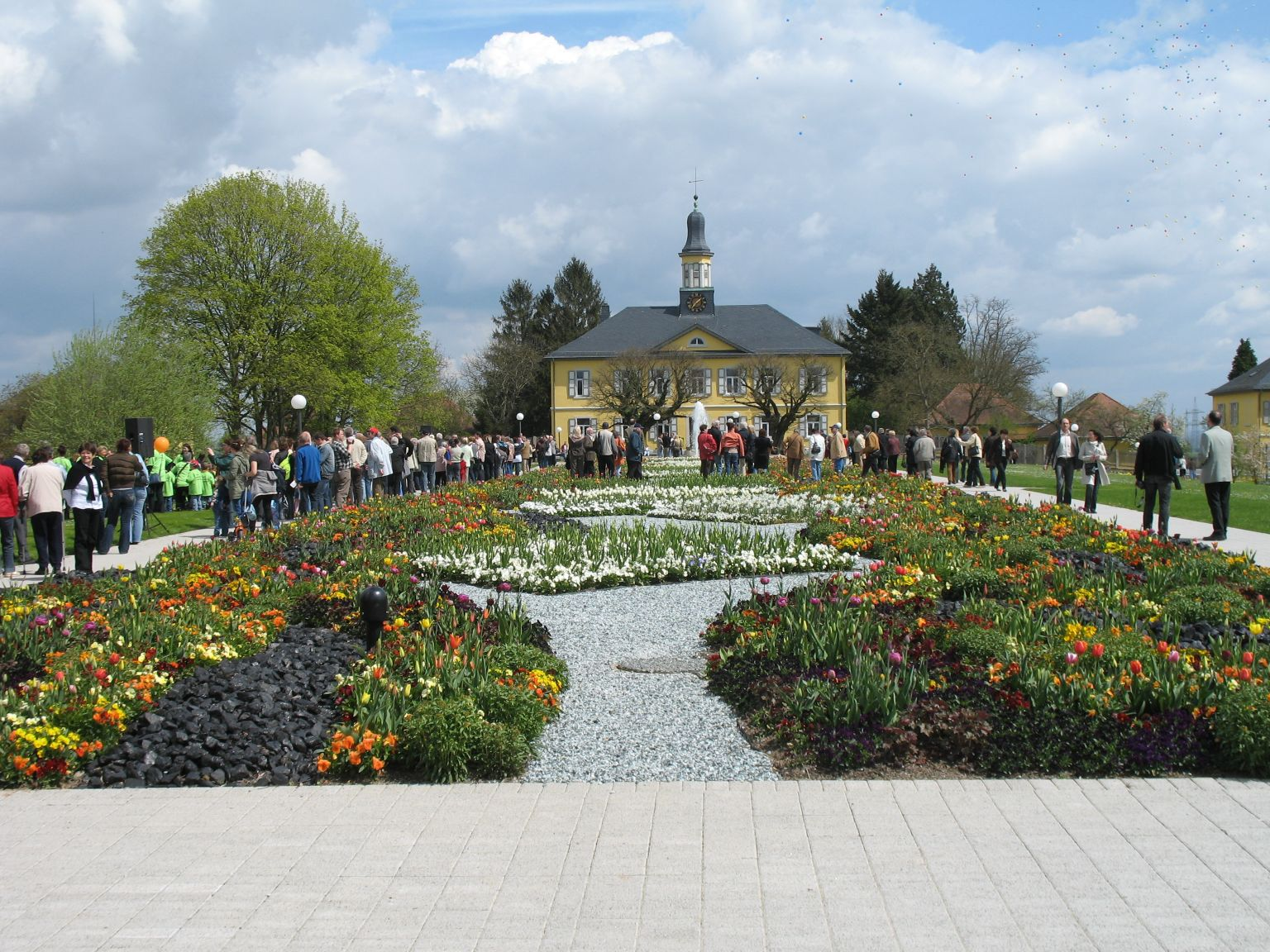
Salinengarten (2008)